# オビ川

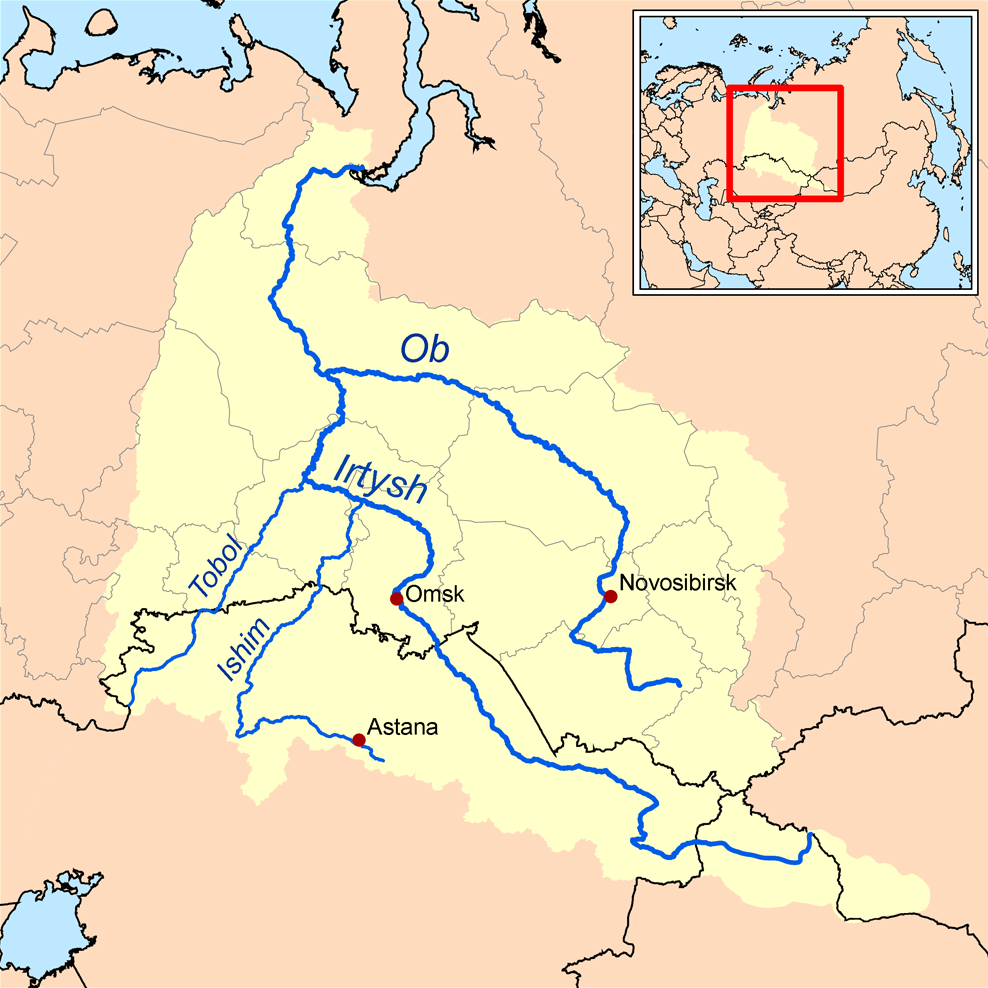
オビ川の流域

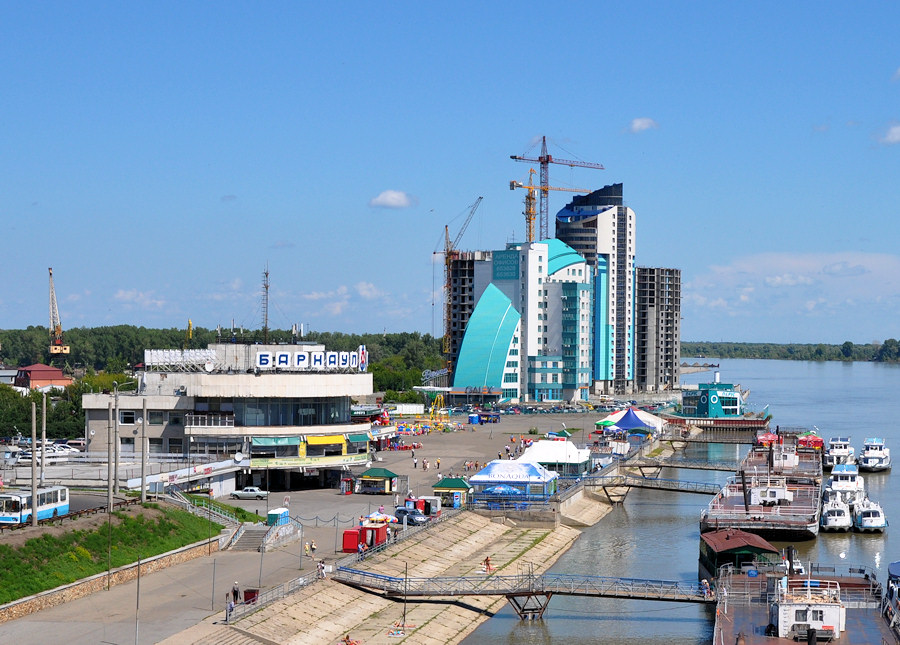
バルナウルの河港

オビ川（オビがわ、英語: ob'、ロシア語: Обь、ネネツ語: Саля ям、ハンティ語: Ас、セリクプ語: Ӄолд、南アルタイ語: Ах умар / Тойбодым、シベリア・タタール語: Үмәр、ハカス語: Ымар）は、ロシア連邦西シベリア低地を流れる川である。支流のエルティシ川はアルタイ山脈を水源とし、カザフスタン共和国の領内を通る。中流ではチュメニ油田を横切りサレハルドを西に180 km流れてオビ湾に注ぎ込む。河口の位置は、北極圏・東経70度にあたる。河口には中州がありはっきり河口とオビ湾の境目がわかる。河口の幅は約3 kmである。
全長はオビ川の本流をどの川とするかによって数値が分かれる。エルティシ川とした場合は約5570 km、カトゥニ川 (Katun) とした場合3,650 kmである。流域面積は約2,430,000 km2。全長は5,570 kmとした場合に世界第5位、流域面積ではエニセイ川に次いで世界第7位である。

## 名称
オビ川は、ハンティ人 (Khanty) のハンティ語による呼び名ではアス川 (As)、ヤグ川 (Yag)、コルタ川 (Kolta)、イェマ川 (Yema) などとなる。ネネツ人はコルタ川 (Kolta)、クアイ川 (Kuay) と呼ぶ。シベリア・タタール人のシベリア・タタール語による呼び名ではウマル川 (Umar) またはオマル川 (Omar) と呼ぶ。
ロシア人による征服以前、シビル・ハン国がオビ川およびエルティシ川流域の広い範囲を支配しており、沿岸の街の多くがこの時代に築かれた。

## 地理
オビ川は、アルタイ地方第2位の都市ビイスクの南西25 kmで、ビヤ川 (Biya) とカトゥニ川 (Katun) が合流してできる。この二つの川は源流がアルタイ山脈にある。ビヤ川は山脈内の湖テレツコイェ湖に発し、カトゥニ川はベルーハ山（標高4,506 m）の氷河から発する。丘陵地帯を蛇行しながら進むオビ川はノヴォシビルスクなどの大都市を通り北や西へと曲がりトムスクへ至り、やがてトムスク州の平原地帯を北西へ進み、西へ向きを変えてハンティ・マンシ自治管区を流れ、北緯61度、東経69度のハンティ・マンシースク付近でエルティシ川と合流し、西シベリア低地を北へウラル山脈と並行に流れた後、東向きにオビ湾へと入る。東にグイダンスキー半島、西にヤマル半島に挟まれたオビ湾は、南北800 kmから950 km（800マイル）ほどの長さがあり、カラ海で北極海に合流する。
オビ川第一の支流であるエルティシ川は、合流点から源流までの距離がオビ川本流よりも長い。中国のウイグル自治区北端、アルタイ山脈南麓に発してカザフスタンに入り北西へ流れ、ロシア領内に入ってオムスクなどを通り北へ向きを変えオビ川に合流する。
オビ川の大きな支流には、右岸側はトミ川 (Tom)、チュリム川 (Chulym)、ケチ川 (Ket)、ティム川 (Tym)、ヴァフ川 (Vakh) などがある。左岸側は西から南へヴァシュガン川 (Vasyugan)、エルティシ川（その大きな支流はエシム川 Ishim、トボル川 Tobol、トゥラ川 Tura、タヴダ川 Tavda、ソシヴァ川 Sosvaなど）、アレイ川 (Aley) がある。
オビ川流域の植生は、上流はステップ、半砂漠、タイガ、沼沢地、下流はツンドラなどである。また流域は広い氾濫原が広がり、無数の支流や分流、三日月湖などが続く。川にホワイトフィッシュ、チョウザメなどが生息しており、河口のオビ湾の島々一帯および中下流域一帯は1994年にラムサール条約登録地となった。
オビ川は上流のバルナウル付近では11月頃から4月末頃まで凍結し、下流の河口部にあるサレハルド（北極圏付近にある）では10月末から6月初めまで凍結する。

## 利水

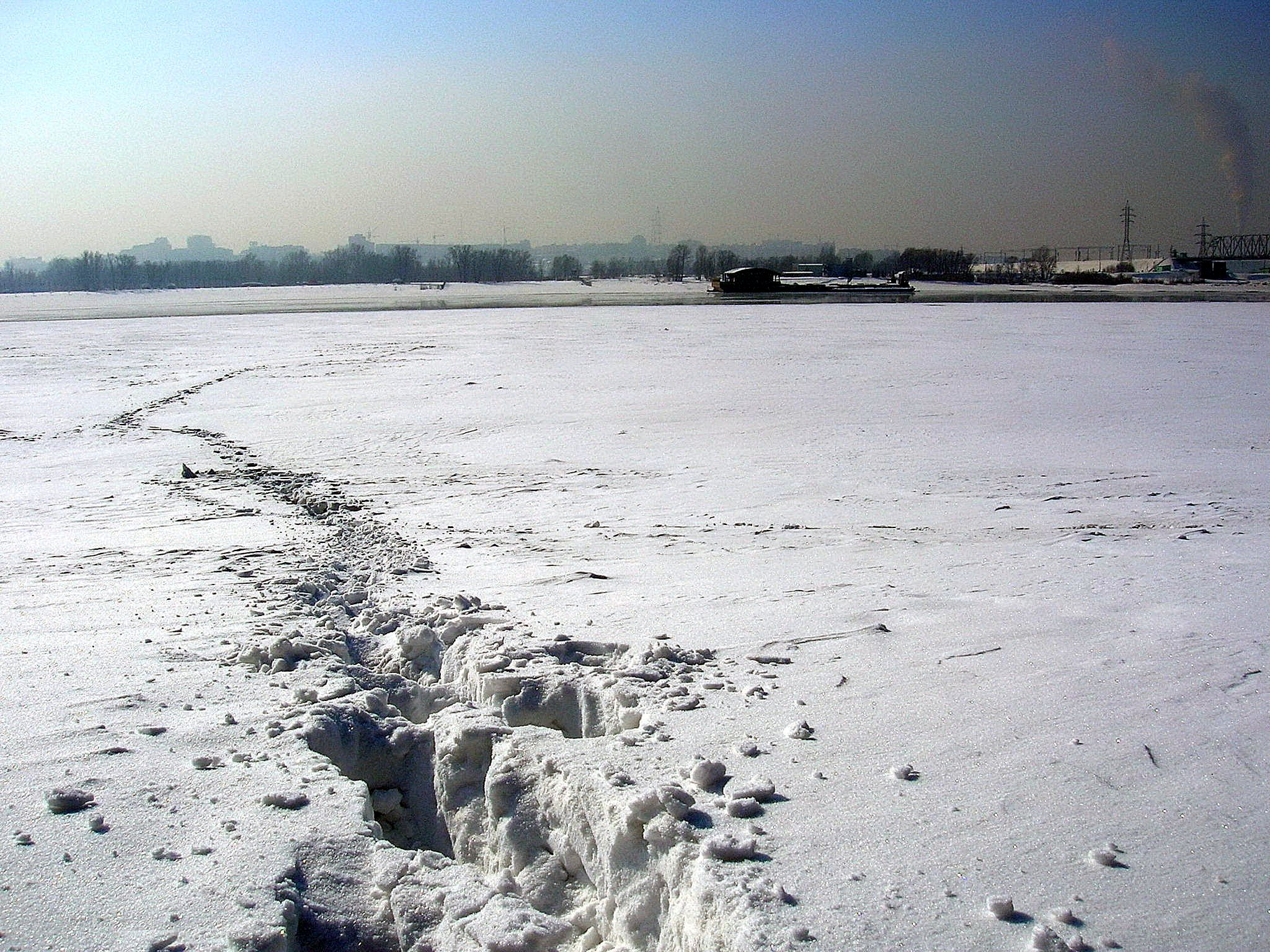
ノヴォシビルスク付近、凍結したオビ川

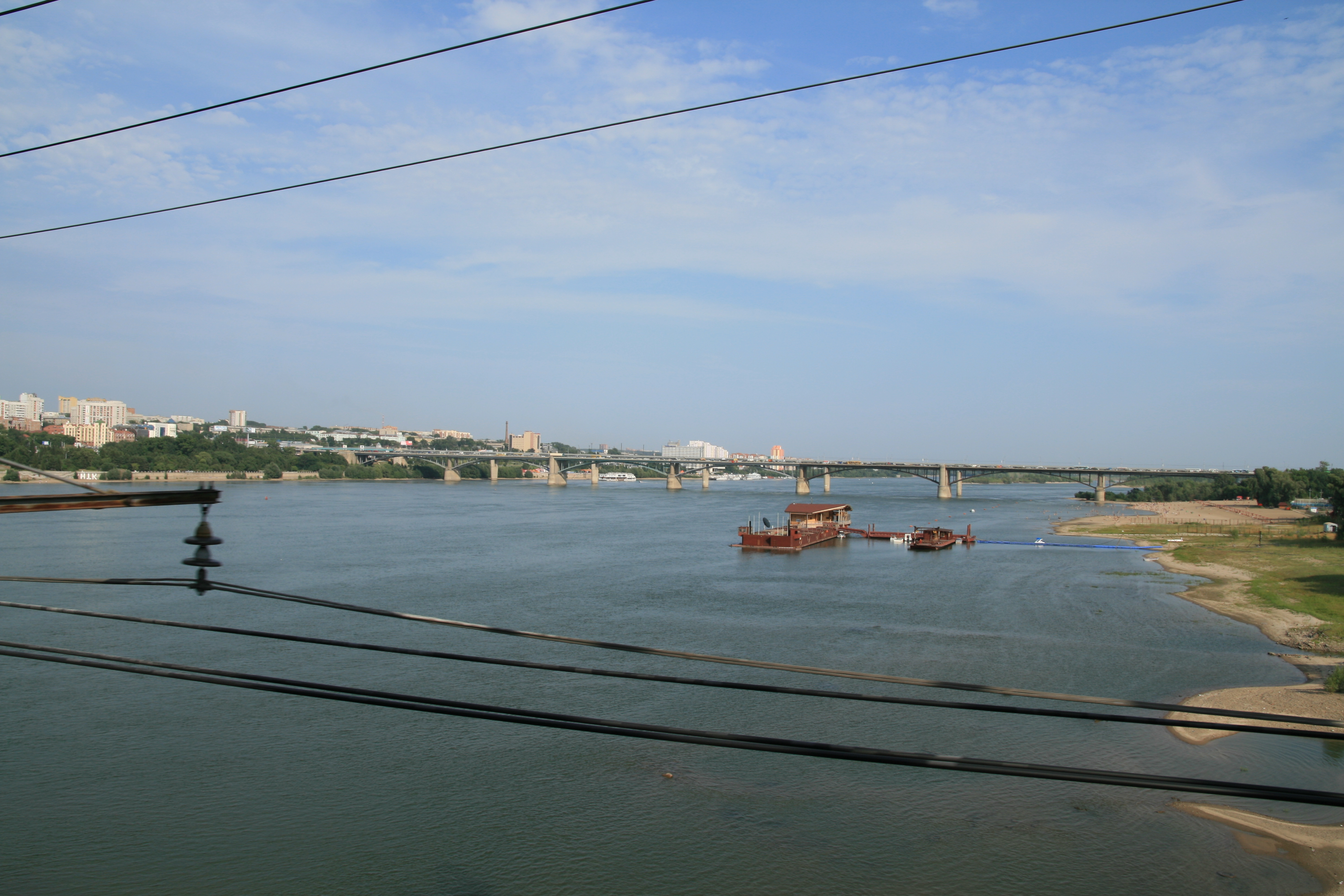
ノヴォシビルスクでオビ川を渡る橋（オビ川鉄橋）からの風景

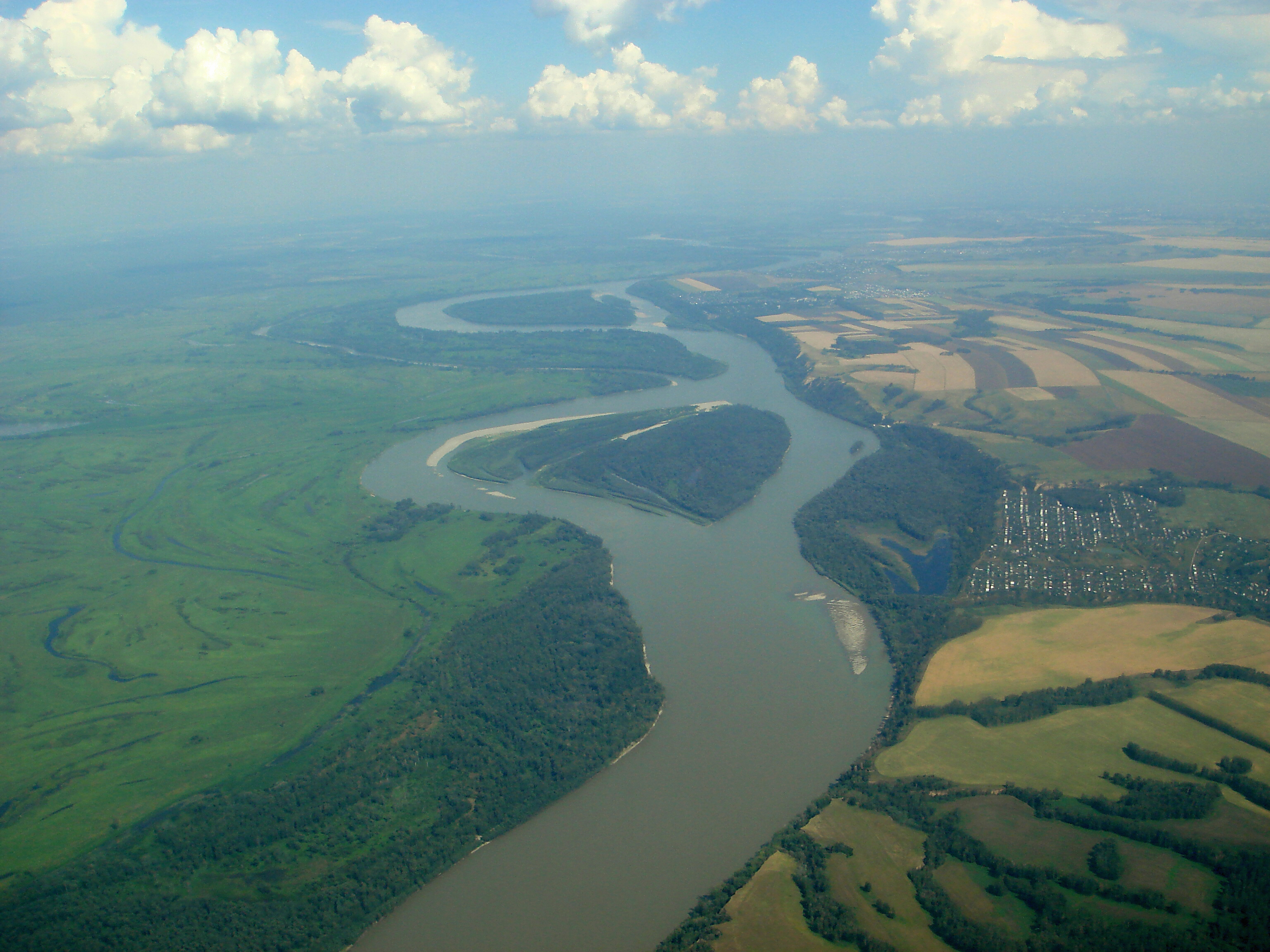
バルナウル近郊を流れるオビ川の空撮

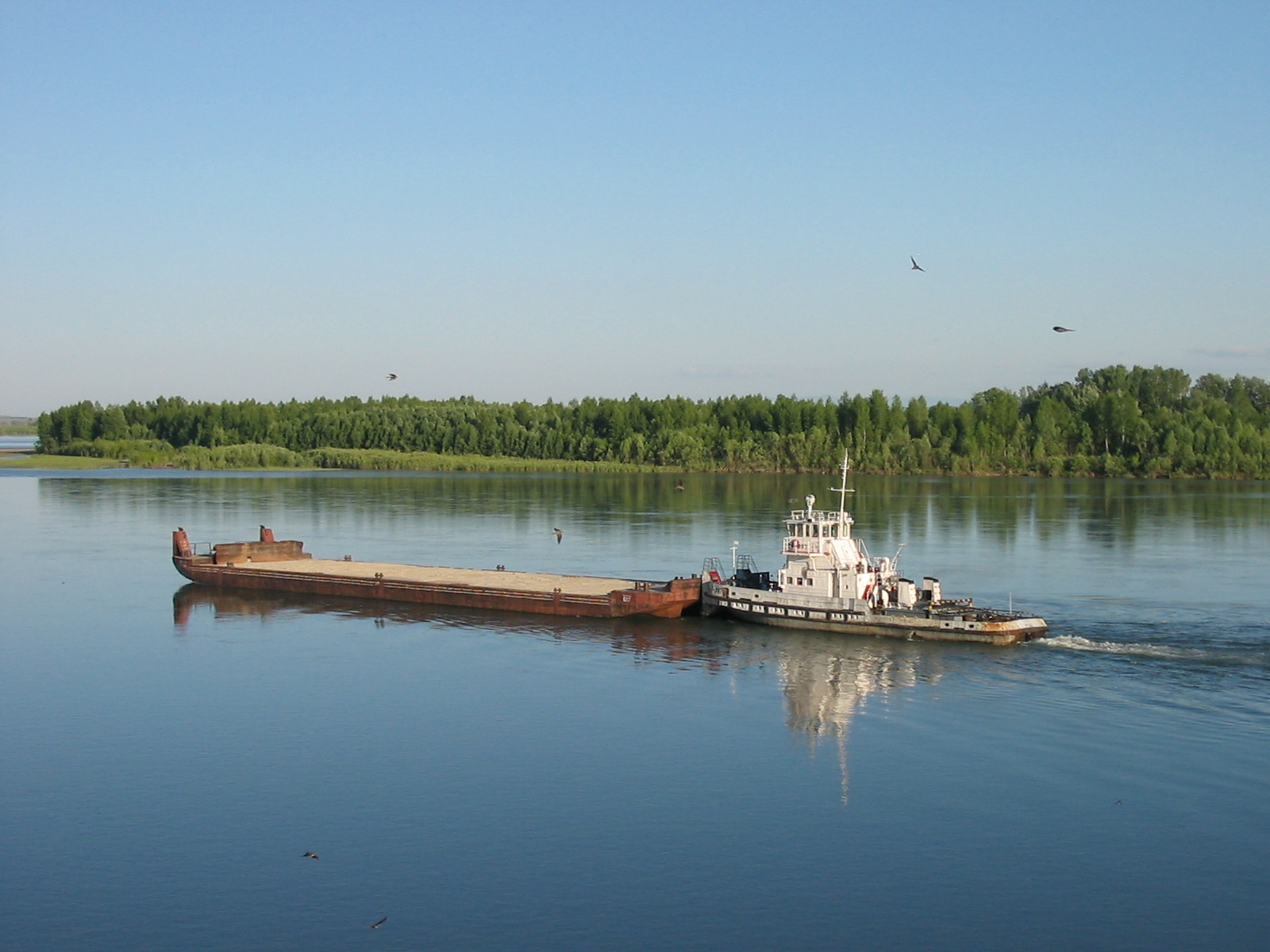
オビ川ではしけを押すタグボート

オビ川は主として灌漑、水道、水力発電、漁業、水運などに利用されている。
オビ川水系における航行可能な川は、総延長は15,000 kmほどに達する。20世紀初頭にシベリア鉄道が開通するより前は、河川が凍結しない季節のシベリア横断の旅には、オビ川水系を使った水運が非常に重要であった（シベリアの河川交通も参照）。オビ川水系の方向はおおむね南北方向であり水は極寒の北極圏へと流れてしまうが、上流部では数多くの支流がユーラシア大陸中央部を東西に大きく広がっているため、支流から支流へと航行することで東西方向へシベリアを横断することが可能だった。20世紀の初めまでは、ヴォルガ川水系にあるモスクワなどのロシア中央部からシベリアへは、ヴォルガ川支流のカマ川やベラヤ川を遡りウラル山脈の近くまで行き船を降り、山を越えてエルティシ川支流の港へ出るのが一般的なルートとなっている。
1885年、カマ川流域のペルミとウラル山脈の東のエカテリンブルクとを結ぶ鉄道が、エルティシ川の支流トゥラ川沿岸の港町チュメニまで延伸した。これにより、チュメニはヴォルガ川流域に向かう鉄道の東端の町で、かつオビ川水系の西側に位置する港町として重要な街となった。オビ川水系の東側ではトミ川沿岸のトムスクが重要な港町であった。またチュメニには1836年に最初の蒸気船が登場し、オビ川の中流域は1845年以降蒸気船で東西へ航行できるようになった。さらにオビ川水系とその東のエニセイ川水系を結ぶため、オビ川の東の支流ケチ川からエニセイ川につながるオビ・エニセイ運河が19世紀末に建設されたが、同時期に建設されていたシベリア鉄道に太刀打ちできずしばらくして放棄された。
シベリア鉄道の完成により東西を直結する上に年中使える交通路が提供されたが、オビ川水系は、シベリア鉄道沿いの港町であるオムスクやノヴォシビルスクと、チュメニ州やトムスク州の広い範囲とを結ぶ物流の重要な経路として残った。20世紀後半には流域のさらに広い範囲に鉄道が伸びたが、水運は鉄道のない地域への輸送や、重量物の輸送の手段として今でも重要である。
オビ川流域には巨大ダムが多く建設された。1956年にはオビ川本流のノヴォシビルスク付近にとりわけ大きなダムが完成し、シベリア最大級の人工湖ノヴォシビルスク貯水湖（通称は「オビ海 Обское море」）が造られた。
1960年代から1980年代にかけ、ソビエト連邦の科学者・技術者・官僚らはオビ川やエルティシ川の水を南へ導いてアラル海を潤し、中央アジアのステップを農場へと変える大規模な自然改造計画の一環でシベリア河川流転計画を発表していた。しかしこの計画は計画の域を出ることなく、1986年には経済的事情や環境への影響の大きさを理由に放棄された。

## 支流
下流より記載
- エルティシ川
  - トボル川
    - タヴダ川
    - トゥラ川
    - イセチ川
      - ミアス川

    - ウイ川

  - エシム川
  - オミ川
- ヴァフ川
- ティム川
- ヴァシュガン川
- ケチ川
- チュリム川
- トミ川
- イクサ川（ロシア語版）
- アレイ川
- ビヤ川
- カトゥニ川